# Guillaume Singelin
Guillaume Singelin, né le 10 janvier 1987 à Rennes, est un auteur français de bande dessinée.
Co-directeur du studio de création français Label 619, il est principalement connu pour ses albums PTSD , Loba Loca et Frontier. Il est également artiste illustrateur des personnages pour le jeu vidéo Citizen Sleeper.

## Biographie
Guillaume Singelin naît le 10 janvier 1987 à Rennes, d'un père français et d'une mère d'origine laotienne. Dans son enfance, il est influencé par des animes comme Dragon Ball, et des mangas comme Akira. Son objectif professionnel est alors de travailler dans le film d'animation.
Pendant qu'il étudie en école de graphisme à l'EPSAA, il reçoit la proposition d'Antoine Carrion (Tentacle Eye) de réaliser une bande dessinée avec le scénariste Antoine Ozanam. Selon Singelin, cette première bande dessinée professionnelle de 120 pages lui apprend comment gérer une narration. Cet album, King David, sort en 2008 chez Casterman, dans la collection KSTЯ. Il poursuit sur une deuxième collaboration avec Ozanam, l'album Pills (sorti en 2010), qui raconte l'histoire de quatre adolescents dans un monde où l'état a légalisé les stupéfiants,.

### Débuts chez Ankama
Toujours en études, il est invité par Run à faire un stage chez la maison d'édition Ankama, où il travaille sur le lancement de la série DoggyBags. Il abandonne l'EPSAA après sa deuxième année, pour rejoindre l'équipe de préproduction du long métrage d'animation Mutafukaz, une co-production avec le studio japonais 4°C.
Il travaille de 2011 à 2016 comme dessinateur sur la série The Grocery avec le scénariste Aurélien Ducoudray, puis sur la série Loba Loca avec Run (2019–2020). Il contribue également à des anthologies du Label 619, dont DoggyBags (2011–2019), Midnight Tales (2018), et LowReader (2022).
En 2016, un artbook intitulé Junky est édité par Peow Studio, soutenu par un financement participatif sur Kickstarter,.

### PTSD(2019)
En 2019, Singelin sort sa première bande dessinée réalisée en solo, PTSD. L'album est publié aux Etats-Unis chez l'éditeur First Second, et en France chez Ankama. Au centre du récit se trouve Jun, une ancienne tireuse d'élite souffrant de stress post-traumatique, devenue sans-abri et accro aux anti-douleurs. Dans cet album, le dessin de Singelin combine des personnages au style inspiré par le manga – notamment Katsuhiro Otomo et Masamune Shirow – avec des décors denses et réalistes. L'histoire se déroule dans une métropole asiatique.
En 2021, Singelin signe le scénario et le dessin pour “Hunter Or Hunted”, une histoire dans l'univers de Batman de DC Comics, publiée dans le numéro 7 de l'anthologie Batman: Urban Legends,,,. Dans cette histoire, Cassandra Cain (alias Batgirl) est impliquée dans une course poursuite sur les toits de Gotham City.

### Frontier(2023)
En 2023, sa deuxième bande dessinée solo, Frontier, sort chez Rue de Sèvres. Cette histoire de 208 pages, dont la réalisation a pris deux ans, se situe dans un univers de science-fiction "entre manga et hyper réalisme spatial". Frontier est récompensé par le Prix Landerneau BD,, le Prix Coup de Cœur du festival Quai des Bulles 2023 et par le Prix éco-Fauve Raja du Festival d'Angoulème. Pour la production de l'édition en anglais, une campagne de financement participatif est menée sur Kickstarter en novembre 2023,.

### Illustration pour le jeu vidéo
Dans le domaine du jeu vidéo, Singelin crée des illustrations (key art (en)) pour les jeux Overwhelm (2018), Gato Roboto (2019) et Gunbrella (2023). Il travaille comme character artist (illustrateur des personnages) pour le jeu Citizen Sleeper (2022). Il est nommé pour ce travail aux BAFTA Games Awards en 2023.

## Œuvre

### Scénario et dessin
- PTSD, Ankama, 2019.
- Frontier, Rue de Sèvres, 2023.

### Dessin
- King David, avec Antoine Ozanam (scénario), Casterman, KSTЯ, 2008.
- Pills, avec Antoine Ozanam (scénario), Casterman, KSTЯ, 2010.
- The Grocery, avec Aurélien Ducoudray (scénario):

1. The Grocery T1, Ankama, 2011  (ISBN 978-2359101515)
2. The Grocery T2, Ankama, 2013  (ISBN 978-2359103359)
3. The Grocery T3, Ankama, 2014  (ISBN 978-2359104684)
4. The Grocery (before) T0, Ankama, 2015  (ISBN 978-2359105421)
5. The Grocery l'intégrale, Ankama, 2017  (ISBN 979-1033504573)[28]

- Junky (artbook), Peow Studio, 2016.
- Loba Loca (6 tomes), avec Run (scénario), Ankama, 2019-2020
- Citizen Sleeper: Design Works, Ewan Wilson (texte), Lost in Cult, 2024  (ISBN 978-1-3999-9465-1)
- Shin Zero, Mathieu Bablet (scénario), Guillaume Singelin (Illustrations), Ankama, 2025  (ISBN 978-2810209651)

### Participation à des anthologies
- DoggyBags, Label 619, Ankama
  - “Fresh Flesh and Hot Chrome”, in: T1, 2011[29]
  - “The Border” (scénario: Run), in: T2, 2012[30]
  - “Geronimo” (scénario: Run), in: T4, 2013
  - “Too Rich for my Blood” (scénario: Run et Céline Tran), in: T6 : Heart Breaker, 2014[31]
  - “Samurai” (scénario: Run), in: T12, 2016

- Midnight Tales, Label 619, Ankama
  - “The last dance” (scénario: Mathieu Bablet), in : Tome 1, 2018[32]

- Batman: Urban Legends, DC Comics
  - “Hunter or Hunted” , in : #7, 2021
- LowReader, Label 619, Rue de Sèvres

1. “Mr Sato” (scénario: Run), in: Tome 1, 2022[33]
2. “Dark Reflection” (avec Run et Pivwan), in: Tome 2, 2022[34]

## Récompenses
- 2023 : Prix Landerneau « BD »  pour Frontier.
- 2023: Prix Coup de Coeur au festival Quai des Bulles pour Frontier.
- 2024 : Prix éco-Fauve Raja au festival d'Angoulême pour Frontier[22].
- 2024: Invité d'honneur aux Rendez-vous de la bande dessinée d'Amiens[35]